# Giovanni Rocca
Giovanni Rocca, detto Gianni (Milano, 13 giugno 1929 – Milano, 11 agosto 2013), è stato un velocista italiano.

## Carriera
Partecipò alle olimpiadi estive di Londra nel 1948 dove raggiunse la finale della staffetta 4x400 ed ebbe l'onore di ricoprire il ruolo di portabandiera azzurro nella cerimonia d'apertura.